# В Европу прорубить окно

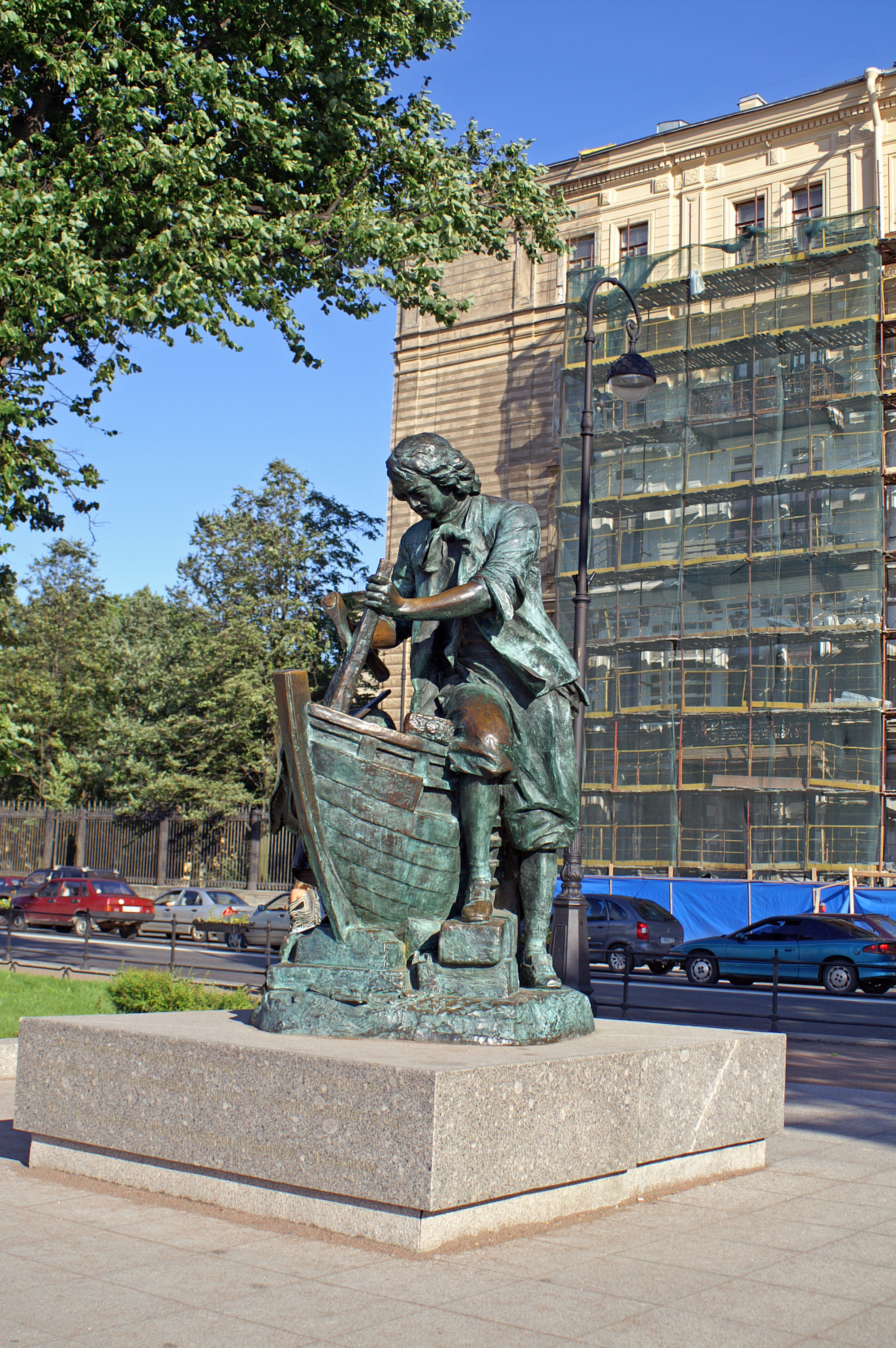
Л. А. Бернштам. Царь-плотник. 1909—1910. Бронза. Памятник восстановлен в 1996 г. на Адмиралтейской набережной в Санкт-Петербурге

«В Европу прорубить окно» — крылатая фраза из поэмы А. С. Пушкина «Медный всадник», характеризующая основание Петром I города Санкт-Петербурга — первого морского порта Русского государства.

## Происхождение
Во время Северной войны к апрелю 1703 года русские войска овладели течением реки Невы, сломив сопротивление шведских крепостей Нотебург, Ниеншанц и Ландскрона. Вблизи сожжённых шведами при отступлении крепостей Ниеншанц и Ландскрона Пётр I, который мечтал превратить Русское государство в морскую державу, 27 мая 1703 года заложил новый город Санкт-Петербург, который стал русским портом на Балтийском море.
Образное выражение, описывающее Санкт-Петербург как «окно в Европу» впервые употребил итальянский знаток искусств и путешественник Франческо Альгаротти в 1759 году в своём сочинении «Письма о России» (итал. Lettere sulla Russia). Выражение приобрело широкую известность после того, как его в 1833 году использовал А. С. Пушкин в своей поэме «Медный всадник»:
Здесь будет город заложён
Назло надменному соседу.
Природой здесь нам суждено
В Европу прорубить окно,
Ногою твёрдой стать при море.
Пушкин в примечании к поэме ссылается на фразу Альгаротти. Однако в книге Альгаротти эта фраза звучит несколько иначе: «Петербург — это огромное окно, назову его так, открывшееся недавно на Севере, через которое Россия смотрит в Европу». Пушкин, вероятно, слышал это выражение раньше, оно встречается в черновых заметках к рукописи романа «Евгений Онегин», датируемых 1826—1827 годами. Существует версия о том, что Альгаротти имел в виду так называемое французское окно от пола до потолка, называемое также «дверь-окно», или «портфенетр» (франц. porte-fenêtre, от porte — дверь и fenêtre — окно). В оригинальном итальянском тексте: gran finestrone — «здоровое окнище». Суффикс «one» в том числе имеет пренебрежительно-ироничный оттенок, что близко по смыслу слову «дырища». Похожая фраза английского дипломата лорда Балтимора, славившегося остроумием, упоминается в письме прусского кронпринца Фридриха (будущего короля Фридриха Великого) Вольтеру от 10 октября 1739 года: «Петербург — это глаз России, которым она смотрит на цивилизованные страны, и если этот глаз закрыть, она опять впадёт в полное варварство».
В истории архитектуры окно действительно часто называли глазом. Связь слов «глаз» и «окно» (по-французски и по-английски), возможно, обыгрывалась в беседах Альгаротти и Балтимора, которые они вели на обоих языках: фр. œil (глаз), oeil de bœuf (название окна «бычий глаз»); англ. bull’s eye, «калька» из нем. Augenbulle (окно «бычий глаз»). Как только впоследствии не называли «прорубленное петербургское окно»: форточкой, окном заколоченным или зарешёченным, глазом еврозавистливой азиатчины, иллюминатором, сквозь который сама Европа озабоченно глядит на Россию… В любом случае «случайно сказанные слова остались бы незамеченными, если бы не гений Пушкина, придавший им важный исторический смысл».

## Современное использование
Различные вариации крылатой фразы распространены в современной России, в качестве метафоры европейской интеграции с участием России, торгового или культурного обмена между Россией и остальной Европой. Например, название «Окно в Европу» носит известный российский кинофестиваль, а российские журналисты используют фразу в контексте выхода российских компаний на общеевропейский рынок.
Словосочетание «Окно в Европу» распространено в художественной литературе. Например, такое название носит фантастический роман М. С. Ахманова, детектив Валентины Андреевой, стихотворение А. Н. Яхонтова и др.
Иногда словосочетание «Окно в Европу» используется как неформальное название города Санкт-Петербург. Также эта фраза есть в игре Minecraft в качестве достижения[значимость факта?].